# 平山優 (歴史学者)
平山 優（ひらやま まさる/ゆう、1964年1月10日 - ）は、日本の歴史学者。専門は日本中世史・近世史。2023年健康科学大学特任教授。2023年歴史研究者。山梨県に教員採用され、山梨県埋蔵文化財センター、山梨大学非常勤講師、山梨県史編纂室、山梨県教育庁学術文化財課、山梨県立博物館、山梨県立中央高等学校教諭（定時制）を経て現職。
武田氏研究会、中世史研究会、戦国史研究会、織豊期研究会、山梨郷土研究会会員。武田氏研究会副会長。

## 略歴
東京都新宿区に生まれる。両親が武田家滅亡の地である田野（山梨県甲州市大和町）の出身であり、幼少期から武田家の歴史に関心を持ち、小学校4年の自由研究で「武田氏滅亡」を調べて以来の研究歴を持つという。立教大学大学院文学研究科博士前期課程史学専攻（日本史）修了。
山梨県に教員採用され、山梨県史編さん室文化財主事主査、山梨県教育庁学術文化財課主査、山梨県立博物館副主幹、山梨県立中央高等学校定時制教諭で2023年3月山梨県を退職し、2023年より健康科学大学特任教授、歴史研究者。2023年、ポニーキャニオンとエージェント契約を結ぶ。執筆と講演など活動する。
大河ドラマ『武田信玄』時代考証上野晴朗助手で関わり、その後『真田丸』、『どうする家康』時代考証となる。
2002年ごろから、一般向け著作の執筆や編集・監修も手がける。
2021年、映画『信虎』武田家考証。

### 業績
- 立教大学大学院で藤木久志に学び、大きな影響を受ける[9]。
- 1990年代より戦国大名武田氏の領国における在地支配・戦国期の郷村に関する研究を展開し、戦国大名の税制と地域社会の慣習との接点の分析に力を注いでいる。同研究は、1999年に『戦国大名領国の基礎構造』としてまとめられた。[要出典]
- 1998年には韮崎市教育委員会・韮崎市遺跡調査会編『能見城跡』において武田氏滅亡後の武田遺領の争奪過程である天正壬午の乱についてはじめて総論を展開し、1999年には『改訂南部町誌』において、河内領の有力国衆である穴山氏に関する総説をはじめて展開している。その後は同じく武田領国をフィールドに在地支配のみならず治水史や家臣団、貫高制の成立などをテーマに研究を展開している。甲府城や近世初期の領主支配、甲州金など武田氏とも関係する甲斐国近世史に関するテーマにも言及している。[要出典]
- 2009年『甲陽軍鑑』信用度の問題で1960年以来難点となっていた「長閑斎問題」で新説を提唱。天正3年（1575年）長篠の戦いでの他の宿老たちの撤退策に対し長老の長閑斎（長坂光堅）が進軍を主張し勝頼が採用して大敗に。この記述に関して長篠の戦いの前日の日付を持つ長閑斎宛ての勝頼の書状が存在し、「長閑斎」は武田領国のいずれかの城を守備して長篠の戦いに参加していない事が指摘され『甲陽軍鑑』が信用度を無くしていた。平山優は、これを勝頼が書状を出した長閑斎とは長坂光堅ではなく、今福長閑斎友清に比定されるのではないかとの指摘を論文でして、評価された[10][11]。

## 受賞
- 1991年、第2回テレビ山梨サイエンス振興基金受賞
- 2000年、著書『戦国大名領国の基礎構造』で、第24回野口賞受賞[1]
- 2007年、著書『武田信玄』『山本勘助』などで、NHK地域放送文化賞を受賞[1]

## 著作
- 『戦国大名領国の基礎構造』校倉書房、1999年
- 『川中島の戦い（戦史ドキュメント）』 学研〈学研M文庫〉、2002年
- 『武田信玄』 吉川弘文館〈歴史文化ライブラリー〉、2006年
- 『山本勘助』講談社〈講談社現代新書〉、2006年
- 『新編武田二十四将正伝』武田神社、2009年
- 『穴山武田氏』（戎光祥出版〈中世武士選書5〉、2011年、初出は1999年刊行『改訂南部町誌』収録）
- 『天正壬午の乱 本能寺の変と東国戦国史』 学研、2011年
  - 『増補改訂版 天正壬午の乱　本能寺の変と東国戦国史』戎光祥出版、2015年
- 『武田遺領をめぐる動乱と秀吉の野望―天正壬午の乱から小田原合戦まで』 戎光祥出版、2011年
- 『真田三代 幸綱・昌幸・信繁の史実に迫る』PHP研究所〈PHP新書〉、2011年
- 『長篠合戦と武田勝頼』吉川弘文館〈敗者の日本史9〉、2014年
- 『検証 長篠合戦』吉川弘文館〈歴史文化ライブラリー〉、2014年
- 『大いなる謎 真田一族 最新研究でわかった100の真実』PHP文庫、2015年
- 『真田信繁 幸村と呼ばれた男の真実』 角川学芸出版〈角川選書〉、2015年
- 『戦国サバイバル 真田一族』株式会社サンニチ印刷、2016年
- 『真田信之 父の知略に勝った決断力』 PHP研究所〈PHP新書〉、2016年
- 『武田氏滅亡』KADOKAWA〈角川選書 580〉、2017年2月24日。ISBN 978-4-047-03588-1。（電子版あり）
- 『戦国大名と国衆』 角川学芸出版〈角川選書〉、2018年
- 『信虎・信玄・勝頼　武田三代』 株式会社サンニチ印刷、2019年
- 『武田信虎 覆される「悪逆無道」説』 戎光祥出版〈中世武士選書42〉、2019年
- 『戦国の忍び』角川新書、2020年
- 『武田三代』PHP研究所〈PHP新書〉、2021年
- 『図説 武田信玄』戎光祥出版、2022年
- 『徳川家康と武田勝頼』幻冬舎新書、2023年

### 共編著
- 『武田勝頼のすべて』 柴辻俊六共編　新人物往来社、2007年
- 『戦国大名武田氏の権力と支配』 丸島和洋共編 岩田書院、2009年
- 『武田氏年表』武田氏研究会編 （秋山敬・鈴木将典・丸島和洋と共同執筆）高志書院、2010年
- 『武田氏家臣団人名辞典』 （柴辻俊六・黒田基樹・丸島和洋・柴裕之・鈴木将典）東京堂出版、2015年
- 『甲信越の名城を歩く 山梨編』 山下孝司共著 吉川弘文館、2016年
- 『戦国遺文 真田氏編 第1巻』 （黒田基樹・丸島和洋・山中さゆり・米澤愛）東京堂出版、2018年
- 『戦国遺文 真田氏編 第2巻』 （黒田基樹・丸島和洋・山中さゆり・米澤愛）東京堂出版、2019年
- 『戦国遺文 真田氏編 第3巻』 （黒田基樹・丸島和洋・山中さゆり・米澤愛）東京堂出版、2020年

### 監修
- 『マンガで読む武田二十四将』 （すずき孔著） 戎光祥出版、2021年
- 『山梨「地理・地名・地図」の謎 意外と知らない山梨県の歴史を読み解く! 』実業之日本社〈じっぴコンパクト新書〉、2015年
- 『マンガで読む真田三代』 （すずき孔著） 戎光祥出版、2015年

## メディア出演
- 2010年、11月24日放映：NHK『歴史秘話ヒストリア』第58回「こんなBOSSならついていきたい！～武田信玄 悩んで学んで大きくなった～」コメンテーター
- 2011年、9月14日放映：NHK『歴史秘話ヒストリア』第83回「真田一族 戦国最強の絆～真田昌幸・信之・幸村　父と子の物語～」コメンテーター
- 2016年2月25日、『英雄たちの選択』 「真田昌幸　戦国サバイバル術～大勝負　第一次上田合戦」コメンテーター[12]
- 2018年11月8日、『英雄たちの選択』 「武田勝頼・山城をめぐる最期の決断」コメンテーター
- 2021年5月19日:NHK『歴史探偵』「長篠の戦」コメンテーター